# Kornhäuselturm

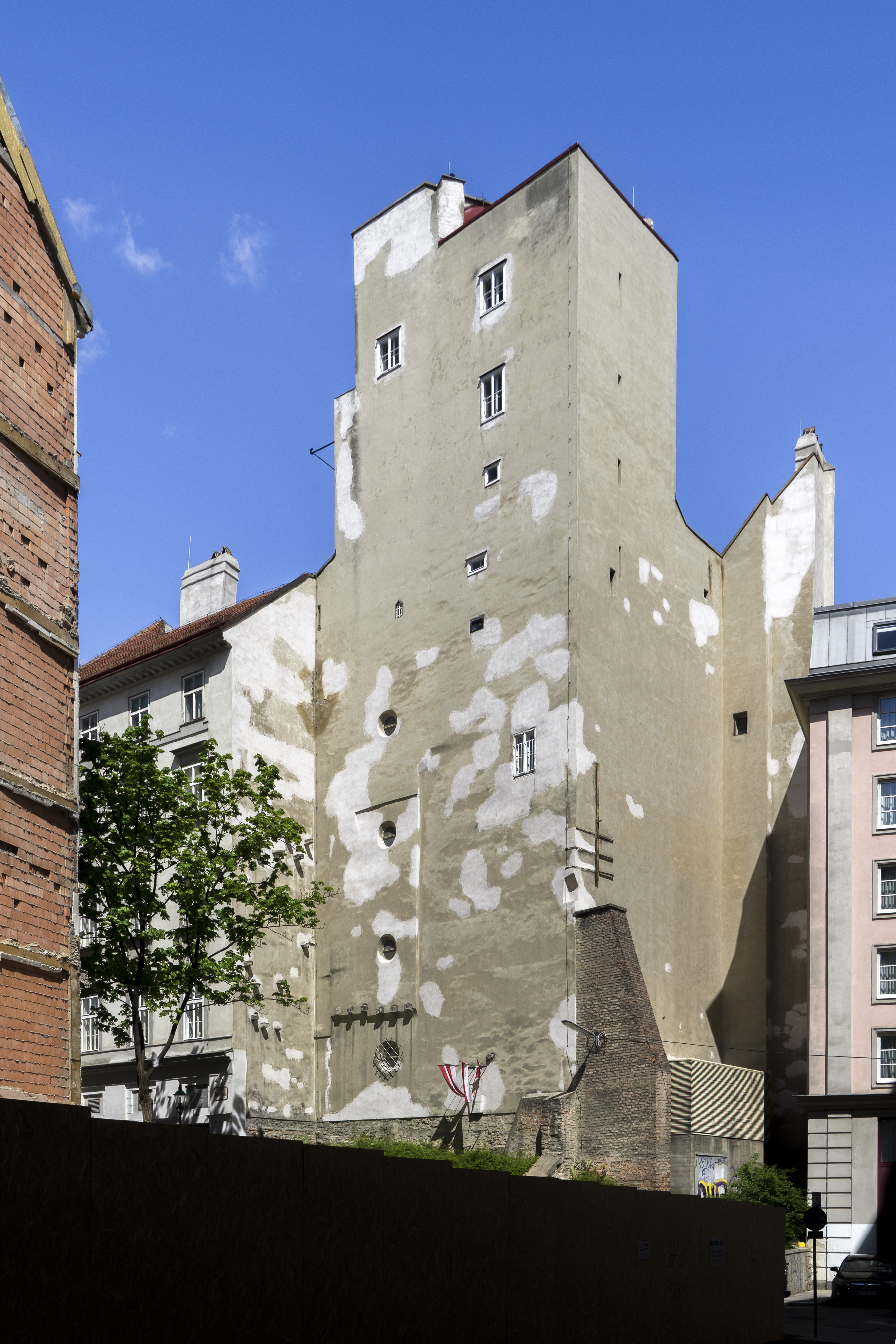
Der Kornhäuselturm in Wien

Der Kornhäuselturm ist ein von 1825 bis 1827 nach Entwürfen von Joseph Kornhäusel errichtetes Gebäude im 1. Wiener Gemeindebezirk Innere Stadt. Zum Zeitpunkt der Errichtung war er der höchste profane Turm Wiens. Er ist mit einer Höhe von über 35 Metern gemäß der aktuellen Wiener Bauordnung das älteste Hochhaus Wiens.

## Geschichte
Der nach seinem Architekten Joseph Kornhäusel benannte, neunstöckige Turm wurde in den Jahren 1825 bis 1827 gemeinsam mit dem ihn teilweise umgebenden Mietshaus in der Seitenstettengasse 2 errichtet. Etwa zur gleichen Zeit entstand anstelle des ehemaligen Pempflingerhofes der benachbarte, ebenfalls von Kornhäusel entworfene Stadttempel. Da der Turm ursprünglich an allen Seiten von anderen Häusern umgeben war und keinen straßenseitigen Eingang hatte, erfolgte der Zugang über das Stiegenhaus des angrenzenden Gebäudes.
Der Turm diente Kornhäusel als Wohnung und Atelier. Adalbert Stifter hat hier in den 1840er Jahren gewohnt, woran heute eine Gedenktafel in der Seitenstettengasse 2 erinnert. Die totale Sonnenfinsternis vom 8. Juli 1842 beobachtete Stifter auf der Aussichtsplattform des Turmes, was er in dem Text Die Sonnenfinsternis festhielt. In den 1970er Jahren wurde der Kornhäuselturm durch Stefan Passini adaptiert.
Die schlichte Fassade des denkmalgeschützten (Listeneintrag) Turms mit seinen wenigen, relativ kleinen Fensteröffnungen präsentiert sich heute in einem renovierungsbedürftigen Zustand. Die südliche, am Fleischmarkt gelegene Seite des Turms liegt frei, da die daran angrenzenden, dreistöckigen Häuser an dieser Stelle nicht mehr existieren, nur Mauerreste und Kragsteine erinnern noch an die ehemalige Verbauung. An der in diesem Bereich fensterlosen Fassade ist eine Informationstafel des Wiener Tourismusverbandes angebracht.